# Партия народников-коммунистов
Партия народников-коммунистов (народники-коммунисты) — группа (затем отдельная партия) левых эсеров, отказавшаяся поддерживать политику своего ЦК и вышедшая из партии после левоэсеровского мятежа в Москве 1918 года. 
18 августа 1918 года группа (лидеры Г. Д. Закс, А. П. Оборин, Н. Полянский и другие) объявила себя народниками-коммунистами, а 21 августа в своей газете опубликовала программный «Манифест». В сентябре созванная ею конференция образовала самостоятельную партию; среди руководителей партии наиболее известен Г. Д. Закс (бывший заместитель наркома просвещения РСФСР и заместитель председателя ВЧК). Девиз партии эсеров «В борьбе обретёшь ты право своё» партия заменила на «Через труд и борьбу — к коммунизму».
В составе партии числилось приблизительно 3 тысячи членов и 5 тысяч сочувствующих. Народники-коммунисты получили 7 мест во ВЦИК, имели представителей в Московском губисполкоме, уездных Советах.
Народники-коммунисты считали себя советской партией, поддерживали политику и мероприятия Советской власти, хотя с большевистской партией имели разногласия — как считали в советской историографии, порождённые пережитками народнических взглядов. «Народники-коммунисты» издавали в Москве газету «Знамя Трудовой коммуны». 
6 ноября 1918 года II Чрезвычайный съезд партии народников-коммунистов принял решение о её роспуске и слиянии её организаций с РКП(б), 11 ноября совместное совещание президиума съезда и ЦК РКП(б) передало реализацию слияния на усмотрение местных организаций двух партий, а 12 ноября газета «Знамя Трудовой коммуны» сообщила о самоликвидации партии. Бывшие члены партии народников-коммунистов принимались в ряды РКП(б) персонально.